# Dectochilus autucaria
Dectochilus autucaria är en fjärilsart som beskrevs av Butler 1882. Dectochilus autucaria ingår i släktet Dectochilus och familjen mätare. Inga underarter finns listade i Catalogue of Life.